# علي لطيف
علي لطيف (مواليد 18 يناير 1996 في العراق) هو لاعب كرة قدم عراقي يلعب مع الشرطة في الدوري العراقي الممتاز كمدافع. مثّل منتخب العراق لكرة القدم. بدأ علي لطيف مسيرته الرياضية عام 2013.

## الجوائز والإنجازات

### الإنجازات مع النادي
| النادي  | البطولة                | مرات الفوز | الأعوام أو المواسم |
| ------- | ---------------------- | ---------- | ------------------ |
| الزوراء | الدوري العراقي الممتاز | 1          | 2015–16            |

## روابط خارجية
- علي لطيف على موقع قاعدة بيانات كرة القدم.إي يو (الإنجليزية)
- علي لطيف على موقع ناشيونال فوتبول تيمز (الإنجليزية)
- علي لطيف على موقع Soccerway.com (الإنجليزية)